# Jovián György
Jovián György (Szilágysomlyó, 1951. december 27. –) Munkácsy Mihály-díjas erdélyi magyar festőművész és grafikus. A Magyar Művészeti Akadémia Képzőművészeti Tagozatának tagja (2007).

## Életpályája
Nagyváradon zenei és művészeti szakiskolában folytatott középfokú tanulmányokat (1966–1970). Érettségi után Bukarestbe ment tanulni a Nicolae Grigorescu Képzőművészeti Főiskolára (1970–1974). Diplomájának elnyerése után a főiskola mesterképző ösztöndíjasa (1975–1975) lett. 1975-től csomagolástervezőként dolgozott, 1977-1981 közt a nagyváradi Állami Színház vendég díszlettervezője volt. Nagyváradon, Kolozsvárt és Bukarestben voltak egyéni kiállításai. 1982-ben áttelepült Magyarországra, itthon különböző hazai és külföldi ösztöndíjak (Derkovits Gyula képzőművészeti ösztöndíj, 1983–1985; a Római Magyar Akadémia ösztöndíja, 1985; az Osztrák Kulturális Minisztérium ösztöndíja, 1991, 1995; a Magyar Hitelbank ösztöndíja, 1991–1992; a Főváros Önkormányzata nemzetközi művészcsere programjában lisszaboni ösztöndíj, 2002; a Cité Internationale des Arts, Párizs ösztöndíja, 2008) segítették alkotói munkásságát. Itthon 1983–1996 közt a Játékszín, 1996–1999 közt a Merlin Színház grafikusa volt, 1999-től a Petőfi Irodalmi Múzeum munkatársa.
Festő- és grafikusművészete az új eklektikához áll közel, különböző korábbi stíluskorszakokra épül.  Finom kimunkáltság, a részletek gazdag kidolgozása jellemzi képeit, amelyek által előadja mitologikus, filozofikus vagy akár mindennapi mondanivalóit. A színek és a fények megfeleltetése, a fényképek bevonása és egy sajátos absztrakció teszi teljessé festői, grafikusi eszköztárát; sorozatok jeles alkotója.
Három fa című márványmozaikja (350 nm) a nagyváradi Pátria mozi homlokzatát díszíti, 1979–1982 közt alkotta. Számos művét köz- és magángyűjtemények őrzik.

## Kiállításai (válogatás)[2]

### Egyéni
- 1975 • Korunk Galéria, Kolozsvár • Kisgaléria, Nagyvárad
- 1982 • Városi Galéria (Ioan Bunussal és Zsakó Zoltánnal), Nagyvárad
- 1983 • Fiatal Művészek Klubja, Budapest
- 1984 • Galerie Szölke, (Tölg-Molnár Zoltánnal, Holdas Györggyel, München
- 1985 • Stúdió Galéria, Budapest • Magyar Akadémia Püspöky Istvánnal, Róma
- 1987 • Galerie d'Art Actuel, Liège • Kunstverein (Hans Mendlerrel, Norbert Fleischmannal), Ulm
- 1988 • Galerie d'Art Actuel (Lambert Rocourral), Liège • Galerie Borkowsky (Szabó Tamással), Hannover • Horváth E. Galéria, Balassagyarmat • Uitz Terem, Dunaújváros
- 1989 • Óbudai Pincegaléria, Budapest • Galerie Adriana, Stuttgart
- 1992 • Collegium Hungaricum (Körösényi Tamással), Bécs • K.A.S. Galéria, Budapest (Lise Horsley-vel, Siflis Andrással) • Fiatal Művészek Klubja, Budapest
- 1993 • Játékszín, Foyer Galéria, Budapest • Erlin Galéria (Bakos Ildikóval)
- 1994 • Vigadó Galéria, Budapest (katalógussal)
- 1995 • Galerie d'Art Actuel, Liège
- 1996 • EveArt Galéria, Budapest
- 1997 • Liszt Szalon, Magyar Intézet, Párizs • Új képek, Városi Galéria, Nyíregyháza (katalógussal)
- 1998 • MOL Galéria, Szolnok (katalógussal) • Csepel Galéria, Budapest • Óbudai Társaskör Galéria, Budapest
- 1999 • Schloß Halberg, Saarbrücken • Luzománia, EveArt Galéria, Budapest • Bacchus, Magyar Intézet (Hans Mendlerrel), Stuttgart (katalógussal)
- 2000 • Festmények, Wendelinskapelle - Kunstforum, Weil der Stadt (Németország); Expo Hannover; Lamberg-kastély kisgalériája (Hans Mendlerrel), Mór; Anda Műterem, Budapest
- 2001 • nach und fern fern und nah? Haus Ungarn (Hans Mendlerrel), Berlin; „L”, Dorottya Galéria, Budapest; A szelídség rohama, K.A.S. Galéria, Budapest
- 2002 • Hajózni kell…, Helytörténeti Gyűjtemény (Sicc-villa), Leányfalu; Kunst aus Ungarn, Haus Dingenthal (Lovas Ilonával), Weil der Stadt (Németország))
- 2004 • Ressurectio Homini, Templom Galéria, Eger
- 2005 • Szántás : Jovián György festőművész kiállítása, Bartók '32 Galéria, Budapest
- 2007 • Földképek - Jovián György festőművész kiállítása, Társalgó Galéria, Budapest
- 2010 • Jovián György: „Még...”, Erlin Galéria, Budapest
- 2011 • Arc és kép - Jovián György kiállítása, Bertha Bulcsú Művelődési Ház és Könyvtár, Balatongyörök

### Csoportos
- 1975 • G. Kalinderu, Bukarest
- 1981 • Médium I., Sepsiszentgyörgyi Múzeum, Sepsiszentgyörgy
- 1981, 1983 • XI., XII. Országos Grafikai Biennálé, Miskolc
- 1982-1992 • I-X. Országos Rajzbiennálé, Salgótarján
- 1983 • Mai magyar grafika és rajzművészet, Magyar Nemzeti Galéria, Budapest • Stúdió '83, Ernst Múzeum, Budapest
- 1984 • Országos Képzőművészeti Kiállítás '84, Műcsarnok, Budapest • VII. Norske Internasjonale Grafikk B., Frederikstad (Norvégia) • Espace Pierre Cardin, Párizs • Rajz/Drawing '84, Pécsi Galéria, Pécs
- 1985 • Tradíció és jelen, Fészek Galéria, Budapest • Gallery Route One, Point Reyes (USA) • Memorial Union Art Gallery, Davis (USA) • Junior Art Gallery, Santa Rosa (USA) • A természet, Pécsi Galéria, Pécs
- 1986 • International Contemporary Hungarian Art Fair, London • Kunstmesse, Bázel • Stúdió '86, Budapesti Történeti Múzeum, Budapest
- 1989 • Kunstverein, Passau • Művészet ma Magyarországon, Neue Galerie Sammlung Ludwig, Aachen • A feltámasztott mimézis, Görög templom, Vác • Erdély tükrében, Vármúzeum, Esztergom
- 1990 • G. Xenia, Nijmegen (Hollandia) • IMF Center, Washington
- 1991 • Unicornis, Vigadó Galéria, Budapest • Budapesti Art Expo 1991, Budapest, Kőbánya
- 1992 • Kerengő Galéria, Budapest • KAS Galéria • Budapesti Art Expo 1992, Közgazdaságtudományi Egyetem • Hungarian Graphic Art Today, I. Dougherty Gallery, Sydney (Ausztrália)
- 1993 • Itália és a 80-as évek magyar művészete, Olasz Intézet • Rathaus Hartberg, Bonn • Astoria Galéria, Budapest
- 1994 • A 80-as évek - Képzőművészet, Ernst Múzeum, Budapest
- 1995 • Kunstverein, Horn (Ausztria)
- 1996 • Lineart, Eve Art Galerie, Gent • Táblakép-festészeti Biennálé, Móra Ferenc Múzeum, Szeged • Art Jonctions, EveArt Galéria, Budapest • Cannes • Spleen, Merlin Galéria, Budapest • Hon-lét-fríz, Mezőgazdasági Múzeum, Budapest • MAMŰ kiállítás, Műcsarnok, Győr • Hidak, Budapest Center
- 1997 • Olaj/Vászon, Műcsarnok, Budapest • Fehér képek, Vigadó Galéria, Budapest • Paletta, T-Art gyűjtemény I. festészet, Vigadó Galéria, Budapest • Búcsú a huszadik századtól, Magyar Nemzeti Galéria, Budapest • Melankólia, Ernst Múzeum, Budapest • Belső rajz, Nádor Galéria, Budapest • Rögeszme, MAMŰ kiállítás, Budapest Galéria Lajos u., Budapest • MAMŰ Tárlat, Magyar Ház, Berlin
- 1999-2000 • Frankfurti leves, eveART Galéria, Budapest
- 2005 • Harminchárman - Tízéves a Magyar Festők Társasága, Hilton Budapest West End, Budapest
- 2006 • Karácsonyi vásár-zsákbamacska - Haász István, Jovián György, Konok Tamás, Sebők Éva, Herczeg Nándor, Sipos Eszter kiállítása, K.A.S. Galéria (Kortárs Alkotók Stúdiója Galéria), Budapest
- 2007 • Kortárs magángyűjtemények X. – Bélai György gyűjteménye,[3] Godot Galéria, Budapest
- 2009 • Feltételes jelen - Négy galéria (acb – INDA – Videospace – VILTIN) közös kiállítása,[4] Párizsi Magyar Intézet (Institut Hongrois de Paris), Párizs
- 2010 • Kortárs Magángyűjtemények XV. - Válogatás Sáránszki Péter gyűjteményéből,[5] Godot Galéria, Budapest
- 2011 • MESTEREK V.,[6] Magyar Képzőművészek és Iparművészek Szövetsége, Budapest, Andrássy út

## Művei közgyűjteményekben (válogatás)
- Ludwig Múzeum – Kortárs Művészeti Múzeum, Budapest
- Körösvidéki Múzeum, Nagyvárad
- Magyar Nemzeti Galéria, Budapest
- Nógrádi Múzeum, Salgótarján
- Városi Képtár, Balassagyarmat
- Szombathelyi Képtár, Szombathely

## Társasági tagság (válogatás)
- Magyar Képző- és Iparművészek Szövetsége;
- Magyar Festők Társasága;
- MAMŰ Társaság;
- Szinyei Merse Pál Társaság;
- Képzőművészek Batthyány Köre.[7]

## Díjak, elismerések (válogatás)
- Stúdió-díj (1984);
- A Magyar Festészetért Alapítvány díja (1999);
- A  Magyar Festők Társaságának díja (1999);
- Munkácsy Mihály-díj (1999);
- A Nemzeti Kulturális Örökség Minisztériuma díja (2001)